# Юсмева къща
Юсмевата къща (на гръцки: Οικία Γιούσμη) е къща в град Воден, Гърция.
Къщата е разположена в традиционния квартал Вароша, на улица „Македономахи“ № 24 и „Архиеревс Мелетиос“ № 43. Къщата е на три нива, с типично градско планиране. Има собствен малък двор, към който гледа чардак и е ориентирано основното жилищно пространство. Характерно за декорацията са покритите първи и втори етаж с обвивка, имитираща дялан камък по стените. Първият етаж е зимна, а вторият – лятна резиденция.
В 1984 година е обявена за паметник на културата като „един от най-представителните и ценните образци от традиционната архитектура“.